# Казармы морской пехоты (Вашингтон)

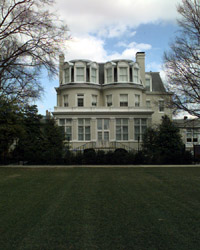
Исторический дом комендантов Корпуса морской пехоты США возле казарм

Казармы морской пехоты в Вашингтоне — казармы, в которых расквартирован ряд подразделений Корпуса морской пехоты США. Расположены на углу 8-й и 1-й улиц на юго-востоке города.
Казармы были построены в 1801 году. До 1901 года казарма в Вашингтоне считалась главной штаб-квартирой морской пехоты США. До 1911 года здесь рекрутировали будущих офицеров морской пехоты. В настоящее время подразделения, расквартированные в казармах, обеспечивают охрану резиденций Президента США (Белый дом, Кэмп-Дэвид), участвуют в торжественных церемониях.
В казармах расквартированы следующие подразделения морской пехоты:
- штабная рота;
- церемониальные роты А и В;
- рота безопасности;
- Корпус барабанов и рожков морской пехоты США[англ.]
- Оркестр морской пехоты США;
- рота морской пехоты Военно-морской академии США.